# Set This Circus Down
| Оценки критиков      | Оценки критиков |
| Источник             | Оценка          |
| -------------------- | --------------- |
| About.com            | (favorable)     |
| Allmusic             | [ 2 ]           |
| Billboard            | (favorable)     |
| Entertainment Weekly | B               |
| Plugged In           | (positive)      |
| Rolling Stone        | (favorable)     |
| Sputnikmusic         | (2.5/5)         |

Set This Circus Down — шестой студийный альбом американского кантри-певца Тима Макгро, изданный 24 апреля 2001 года на студии Curb Records. Альбом достиг № 2 в чарте Billboard 200 и № 1 в кантри хит-параде Top Country Albums (в 6-й раз в его карьере). Тираж альбома превысил 3 млн копий и он получил 3-кр. платиновый статус RIAA. Все четыре сингла («Grown Men Don't Cry», «Angry All the Time», «The Cowboy in Me» и «Unbroken») возглавили кантри-чарт Hot Country Songs.
Альбом получил положительные отзывы музыкальной критики и интернет-изданий, удостоился премии American Music Awards (в категории Best Country Album) и был номинирован на Премию «Грэмми» как лучший кантри-альбом (Grammy for Best Country Album, 2002).

## Список композиций
1. «The Cowboy in Me» (Al Anderson, Craig Wiseman, Jeffrey Steele) — 4:04
2. «Telluride» (Brett James, Troy Verges) — 3:49[10]
3. «You Get Used to Somebody» (Steve Bogard, Tom Shapiro) — 3:58
4. «Unbroken» (Annie Roboff, Holly Lamar) — 4:00
5. «Things Change» (Chris Lindsey, Bill Luther, Aimee Mayo, Marv Green) — 3:20
6. «Angel Boy» (Danny Orton) — 5:11
7. «Forget About Us» (Mark Collie) — 4:09
8. «Take Me Away from Here» (Jeff Stevens, Steve Bogard) — 4:35
9. «Smilin'» (Lindsey, Luther, Mayo, Green) — 3:00
10. «Set This Circus Down» (Bill Luther, Josh Kear) — 3:31
11. «Angry All the Time» (Bruce Robison) — 4:30
12. «Let Me Love You» (Lindsey, Luther, Mayo, Green) — 4:31
13. «Grown Men Don't Cry» (Tom Douglas, Steve Seskin) — 3:56
14. «Why We Said Goodbye» (Douglas, Billy Kirsch) — 3:44

## Чарты

### Альбом
| Чарт (2001)                             | Лучший результат |
| --------------------------------------- | ---------------- |
| США U.S. Billboard Top Country Albums   | 1                |
| США U.S. Billboard 200                  | 2                |
| Канада Canadian Top Albums              | 14               |
| Австралия Australian Top Country Albums | 95               |

### Синглы
| Год  | Сингл                 | Лучший результат | Лучший результат |
| Год  | Сингл                 | US Country       | US               |
| ---- | --------------------- | ---------------- | ---------------- |
| 2001 | «Grown Men Don’t Cry» | 1                | 25               |
| 2001 | «Angry All the Time»  | 1                | 38               |
| 2001 | «The Cowboy in Me»    | 1                | 33               |
| 2002 | «Unbroken»            | 1                | 26               |

## Сертификации
| Регион                | Сертификаты   |
| --------------------- | ------------- |
| Канада (Music Canada) | Платиновый    |
| США (RIAA)            | 3× Платиновый |